# Pere Mercè i Santaló
Pere Mercè i Santaló (Rosselló, segle xviii — ?, segle xviii) va ser un religiós nord-català, escriptor en llengua catalana.
Va ser rector de Sant Martí de Cornellà de la Ribera, i se'l coneix per una única obra, una edició bilingüe llatí-català del Llibre dels Salms, Los Set salms penitencials en versos catalans segons lo sentit literal, que escrigué en quartetes heptasil·làbiques encadenades. La primera edició coneguda és del 1806 (Barcelona: Compañia de Jordi Roca y Gaspar) i se'n feren diverses reedicions durant els anys següents a causa de l'èxit que tingué. Hom n'ha destacat la qualitat i l'ambició, i els comentaris i les reflexions sobre l'art de la traducció que s'hi fan al pròleg.